# Patrick van der Hoeff
Patrick Hyppolite van der Hoeff (Sas van Gent, 16 oktober 1975) is een Nederlands politicus namens de PVV. Hij is sinds 2015 gemeenteraadslid van Terneuzen, sinds 2018 lid van de Provinciale Staten van Zeeland en sinds 6 december 2023 lid van de Tweede Kamer der Staten-Generaal.